# Brzezie (gromada w powiecie bocheńskim)
Brzezie – dawna gromada, czyli najmniejsza jednostka podziału terytorialnego Polskiej Rzeczypospolitej Ludowej w latach 1954–1972.
Gromady, z gromadzkimi radami narodowymi (GRN) jako organami władzy najniższego stopnia na wsi, funkcjonowały od reformy reorganizującej administrację wiejską przeprowadzonej jesienią 1954 do momentu ich zniesienia z dniem 1 stycznia 1973, tym samym wypierając organizację gminną w latach 1954–1972.
Gromadę Stradomka z siedzibą GRN w Brzeziu utworzono – jako jedną z 8759 gromad na obszarze Polski – w powiecie bocheńskim w woj. krakowskim, na mocy uchwały nr 18/IV/54 WRN w Krakowie z dnia 6 października 1954. W skład jednostki weszły obszary dotychczasowych gromad: Brzezie ze zniesionej gminy Targowisko oraz Świątniki, Szczytniki, Czyżów i Zborczyce ze zniesionej gminy Niegowić w tymże powiecie. Dla gromady ustalono 23 członków gromadzkiej rady narodowej.
Gromadę zniesiono 31 grudnia 1961, a jej obszar włączono do gromad Szarów (wieś Brzezie) i Niegowić (wsie Czyżów, Świątniki, Szczytniki i Zborczyce).